# Automotrice FNM E.720
Le automotrici E.720 (dal 1952-53 E.730) delle Ferrovie Nord Milano erano un piccolo gruppo di elettromotrici progettate specificamente per l'esercizio sulla linea Saronno-Como, elettrificata nel 1936.
Le tre unità della serie vennero ottenute dalla motorizzazione di due rimorchi E.810 e un rimorchio-pilota E.800; rispetto alle elettromotrici serie 700 e 710, di concezione tecnica simile e aspetto identico, si distinguevano per la potenza molto più elevata (1100 CV contro 740), necessaria per superare le forti acclività della linea.
Ormai sostituite da rotabili più moderni, furono ritirate dal servizio negli anni 2000 e sono state tutte e tre demolite.